# Selaginella amblyphylla
Selaginella amblyphylla är en mosslummerväxtart som beskrevs av Arthur Hugh Garfit Alston. Selaginella amblyphylla ingår i släktet mosslumrar, och familjen mosslummerväxter. Inga underarter finns listade i Catalogue of Life.